# Pita Rabo
Pita Biri Rabo (Rewa, 30 luglio 1977) è un calciatore figiano professionista nel Wairarapa United, club neozelandese.

## Caratteristiche tecniche
Può giocare sia come trequartista che come attaccante.

## Carriera

### Club
Nella stagione 2014-2015 ha segnato un gol in 3 partite nella OFC Champions League.

### Nazionale
Dal 2003 fa parte della nazionale di calcio di Figi con la quale ha partecipato a varie qualificazioni per i Mondiali di calcio.